# Crescimento demográfico (equação diferencial)
A taxa de aumento de uma população é a soma das taxas de natalidade ({\displaystyle n}) e
migração ({\displaystyle g}), menos a taxa de mortalidade ({\displaystyle m})
{\displaystyle a=n+g-m}
O aumento da população num instante dado é igual ao produto da população nesse
instante vezes a taxa de aumento da população; se a população no instante {\displaystyle t}
for representada pela função {\displaystyle P(t)}, o aumento da população será também igual
à derivada de {\displaystyle P}
{\displaystyle {dP \over dt}=aP}
Para poder resolver esta equação é preciso conhecer a dependência de {\displaystyle a} com o
tempo. Veremos dois casos simples

## Modelo de Malthus
Se a taxa de aumento da população ({\displaystyle a}) for constante a equação diferencial anterior será uma equação de variáveis separáveis
{\displaystyle {\begin{aligned}&\int {\frac {dP}{P}}=\int adt+C\\&P=P_{0}e^{at}\end{aligned}}}
Onde {\displaystyle P_{0}} é a população em {\displaystyle t=0}. Este modelo pode ser uma boa aproximação em certo intervalo, mas tem o inconveniente que a população cresce sem limite.

## Modelo logístico
Considera-se uma taxa de mortalidade que aumenta diretamente proporcional à
população, com taxas de natalidade e migração constantes. A taxa de aumento da
população é assim
{\displaystyle b-kP}
com {\displaystyle b} e {\displaystyle k} constantes. A equação diferencial obtida é uma equação de
Bernoulli
{\displaystyle {dP \over dt}=bP-kP^{2}}
Neste modelo a população não cresce indiscriminadamente, pois a medida que {\displaystyle P}
aumenta, a taxa de aumento diminui chegando eventualmente a ser nula e nesse
momento {\displaystyle P} permanece constante.  Por meio da substituição {\displaystyle u=1/P} obtém-se uma equação linear
{\displaystyle {du \over dt}=-bu+k}
Que pode ser resolvida multiplicando os dois lados pelo fator integrante {\displaystyle \exp(bt)}
{\displaystyle {\begin{aligned}{d \over dx}{\bigg (}ue^{bt}{\bigg )}&=&k\int e^{bt}dt+C\\{\frac {1}{P}}&=&{\frac {k}{b}}+Ce^{-bt}\end{aligned}}}
A população aproxima-se assimptoticamente do valor limite {\displaystyle b/k}.